# Concerto per un'oasi/Nell'erba, nell'acqua, nel vento
Concerto per un'oasi/Nell'erba, nell'acqua, nel vento è un 45 giri dei Pooh pubblicato nel 1989.

## Il disco
Il brano che dà il nome al singolo è una strumentale di quasi 5 minuti che mischia sonorità struggenti d'oltreoceano con l'elettronica "commerciale" alla Vangelis (vedi il tema centrale del brano). È stato eseguito dal vivo soltanto nel tour estivo del 1989.
Il lato B è la traccia numero 10 dell'album Oasi. In questo brano, di tematica ecologista cantato da Roby Facchinetti, i tempi sono più sostenuti.

## Formazione
- Stefano D'Orazio: batteria
- Roby Facchinetti: tastiere (Yamaha DX1, Korg Poly)
- Dodi Battaglia: chitarra
- Red Canzian: basso